# Christoph Carl Mertens
Christoph Carl Mertens (* 9. November 1756 in Lengede bei Peine; † 13. Februar 1830 in Osnabrück) war ein lutherischer Pastor und Superintendent der Stadt Osnabrück.

## Leben
Nach dem Studium der Theologie wurde Mertens 1787 auf die dritte Predigerstelle an St. Marien (Osnabrück) berufen. Nur ein Jahr später wurde er zweiter Prediger und von 1795 bis zu seinem Tod 1830 war er erster Prediger der Marienkirche in Osnabrück. 1805 wurde er zum Superintendenten der Stadt ernannt. Er war damit auch Konsistorialrat. Beide Ämter übte er bis zu seinem Tod aus. Christoph Carl Mertens hatte zum Dr. theol. promoviert. Sein Sohn Georg Mertens (1803–1835) war Lehrer am Ratsgymnasium Osnabrück, Oberlehrer am evangelischen Schullehrerseminar und zuletzt Schlossprediger in Iburg.
Mertens war einer der Begründer einer sich um 1800 entwickelnden lokalen Erweckungsbewegung in Osnabrück. Schon 1782 hatte er ein Partikulargesellschaft der Deutschen Christentumsgesellschaft in Osnabrück gegründet. Er war ferner ab 1806 Mitglied der Predigerkonferenz der Herrnhuter Brüdergemeine und zählte 1815 zu den Mitgründern der Osnabrücker Bibelgesellschaft.